# Корнеліус Джонсон
Корнеліус Купер Джонсон (англ. Cornelius Cooper Johnson; нар. 21 серпня 1913 — пом. 15 лютого 1946) — американський легкоатлет, який спеціалізувався в стрибках у висоту.

## Із життєпису
Олімпійський чемпіон зі стрибків у висоту (1936). Фіналіст (4-е місце) олімпійських змагань зі стрибків у висоту (1932).
П'ятиразовий чемпіон США зі стрибків у висоту (1932—1936) . Срібний призер чемпіонату США зі стрибків у висоту (1937).
Ексрекордсмен світу зі стрибків у висоту (2,07; 1936).

## Визнання
- Член Зали слави легкої атлетики США (1994)